# 1787 au Québec
Cet article traite des événements survenus en 1787 au Québec. 

## Événements

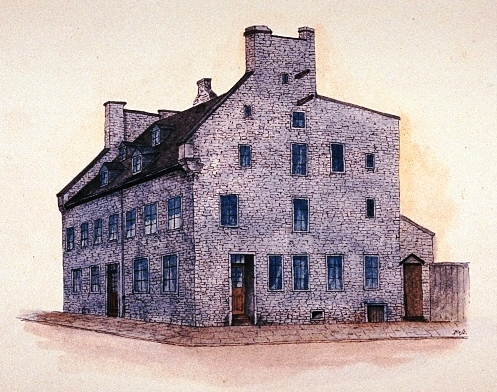
Résidence Jacques Viger

- 23 septembre : Les autorités britanniques font l'Achat de Toronto aux indiens Mississaugas à Carrying Place.
- 26 octobre : insatisfaits de l’Acte de Québec, les loyalistes obtiennent de la Grande-Bretagne qu’elle accorde au gouverneur et au Conseil législatif le droit « de [leur] concéder ses terres en franc et commun soccage et non grevées d’aucune redevance à la Couronne »[1].
- La Compagnie du Nord-Ouest établit le Fort Espérance sur la rivière Qu'Appelle.

### Côte du Pacifique
- George Dixon découvre l'Entrée Dixon qui servira plus tard de frontière méridionale entre la Colombie-Britannique et l'Alaska.

## Naissances
- Début janvier : Jean-Moïse Raymond, homme d'affaires et homme politique.
- 20 janvier : Robert Christie, avocat et homme politique.
- 12 février : Joseph Norbert Provencher, premier évêque de Saint-Boniface.
- 7 mai : Jacques Viger, premier maire de Montréal.
- 30 juin : Rémi Gaulin, évêque de Kingston.
- 12 juillet : Antoine Manseau, prêtre et missionnaire.
- 1er octobre : Joseph-Rémi Vallières, homme politique et juge.
- 3 octobre : John Molson (1787-1860), homme d'affaires et homme politique.
- 9 novembre : William MacBean George Colebrooke, lieutenant-gouverneur du Nouveau-Brunswick.
- 12 novembre : Pierre-Flavien Turgeon, archevêque de Québec.
- 21 novembre : Samuel Cunard, homme d'affaires.
- George Bowles, général britannique.

## Décès
- 2 avril : Thomas Gage, général britannique.
- 14 avril : Benjamin Frobisher, marchant actif dans la traite des fourrures.
- 8 juin : Valentin Jautard, journaliste.
- 19 août : Raymond Bourdages, chirurgien et marchand.
- 26 novembre : François Gaston de Lévis, dernier chef militaire français de la Nouvelle-France.